# Aida (Pathé, 1911)
Aida ist ein französischer Stummfilm aus dem Jahre 1911. Der Regisseur ist heute unbekannt. Der Film wurde von der Pathé und der Film d’Arte Italiana produziert.

## Handlung
Grundlage des Films ist die Oper Aida von Giuseppe Verdi.